# گوردون فینچم
گوردون فینچم (انگلیسی: Gordon Fincham; ۸ ژانویهٔ ۱۹۳۵ – ژوئن ۲۰۱۲ (۷۷ ساله)) بازیکن فوتبال اهل بریتانیا بود.
از باشگاه‌هایی که در آن بازی کرده‌است می‌توان به باشگاه فوتبال لوتون تاون، باشگاه فوتبال لستر سیتی، و باشگاه فوتبال پلیموث آرگیل اشاره کرد.